# 何細亞

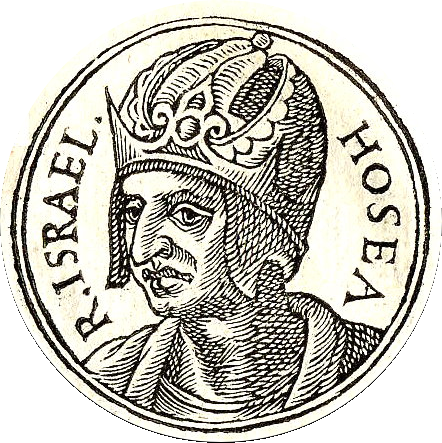
何細亞

何細亞（希伯來語：‎，？—前722年）天主教譯為曷舍亞，是古代中東國家北以色列王國最後的君主。他的父親是以拉（《列王紀下》第17章第1节参）。

## 登年早期
何細亞在位的年期，目前歷史上有兩種講法：
1. 費毅榮（英语：Edwin R. Thiele）認為是從前732年到前722年；
2. 威廉·奧爾布賴特（英语：William F. Albright）認為是從前732年到前722年。

## 質疑
亞述的文獻是「我立了何細亞作王。」
聖經則是「何細亞篡位，殺了比加。」

## 聖經相關章節
- 《列王紀下》第17章1節-6節